# Rusia en los Juegos Olímpicos de Lillehammer 1994
Rusia estuvo representada en los Juegos Olímpicos de Lillehammer 1994 por un total de 113 deportistas que compitieron en 12 deportes.  
El portador de la bandera en la ceremonia de apertura fue el biatleta Serguei Chepikov.

## Medallistas
El equipo olímpico ruso obtuvo las siguientes medallas:
| Nombre                                                             | Deporte               | Competición         |
| ------------------------------------------------------------------ | --------------------- | ------------------- |
| Oro                                                                |                       |                     |
| Serguei Chepikov                                                   | Biatlón               | 10 km M             |
| Serguei Tarasov                                                    | Biatlón               | 20 km M             |
| Luiza Noskova Anfisa Reztsova Natalia Snytina Nadezhda Talanova    | Biatlón               | 4 × 7,5 km F        |
| Liubov Yegorova                                                    | Esquí de fondo        | 5 km F              |
| Liubov Yegorova                                                    | Esquí de fondo        | 10 km persecución F |
| Nina Gavriliuk Larisa Lazutina Yelena Vialbe Liubov Yegorova       | Esquí de fondo        | 4 × 5 km F          |
| Alexei Urmanov                                                     | Patinaje artístico    | Individual M        |
| Yekaterina Gordeyeva Serguei Grinkov                               | Patinaje artístico    | Parejas             |
| Oxana Grishuk Yevgueni Platov                                      | Patinaje artístico    | Danza sobre hielo   |
| Alexandr Golubev                                                   | Patinaje de velocidad | 500 m M             |
| Svetlana Bazhanova                                                 | Patinaje de velocidad | 3000 m F            |
| Plata                                                              |                       |                     |
| Vladimir Drachov Valeri Kiriyenko Serguei Tarasov Serguei Chepikov | Biatlón               | 4 × 7,5 km M        |
| Serguei Shupletsov                                                 | Esquí acrobático      | Baches M            |
| Svetlana Gladysheva                                                | Esquí alpino          | Supergigante F      |
| Liubov Yegorova                                                    | Esquí de fondo        | 15 km F             |
| Natalia Mishkutionok Artur Dmitriyev                               | Patinaje artístico    | Parejas             |
| Maya Usova Alexandr Zhulin                                         | Patinaje artístico    | Danza en hielo      |
| Serguei Klevchenia                                                 | Patinaje de velocidad | 500 m M             |
| Svetlana Fedotkina                                                 | Patinaje de velocidad | 1500 m F            |
| Bronce                                                             |                       |                     |
| Serguei Tarasov                                                    | Biatlón               | 10 km M             |
| Yelizaveta Kozhevnikova                                            | Esquí acrobático      | Baches F            |
| Nina Gavriliuk                                                     | Esquí de fondo        | 15 km F             |
| Serguei Klevchenia                                                 | Patinaje de velocidad | 1000 m M            |